# Ryan Lochte
Ryan Steven Lochte (Rochester, 3 agosto 1984) è un nuotatore statunitense.
Specializzato nel dorso, nello stile libero e nei misti, ha ottenuto in carriera 6 ori, 3 argenti e 3 bronzi olimpici mentre ai campionati mondiali ha vinto 27 medaglie di cui 18 d'oro, il secondo miglior medagliato di sempre dopo il connazionale Michael Phelps.
Ha battuto in carriera 17 record del mondo: 7 in vasca lunga e 10 in vasca corta. Ai campionati mondiali di nuoto è il secondo nuotatore nella storia ad essere andato a medaglia sei volte consecutive in una stessa gara, in questo caso i 200 misti, (dopo Federica Pellegrini con 8 volte nei 200 sl).

## Biografia

### Giochi Olimpici di Atene 2004
Nel 2004 partecipò ai Trials statunitensi, in cui occorre arrivare almeno secondi per ottenere un posto ai Giochi olimpici, sui 200m misti riuscì a qualificarsi con 1'59"41, dietro a Michael Phelps che vinse in 1'56"71. Nei 200m stile libero arrivò quarto, non riuscendo quindi a qualificarsi per la gara individuale, ma guadagnandosi la partecipazione nella staffetta 4x200m stile libero. Quarto posto anche sui 400m misti con 4'18"46. Ai Giochi olimpici di Atene 2004 vinse la medaglia d'oro nella 4x200m stile libero, insieme a Michael Phelps, Peter Vanderkaay e Klete Keller, battendo l'invincibile Australia. Due giorni dopo arrivò la medaglia d'argento sui 200m misti, in cui arrivò ancora solamente dietro a Phelps.

### Campionati mondiali di Montréal 2005
Nel 2005 partecipò ai mondiali di Montréal, in cui ripeté il successo nella staffetta 4x200m sl, nuotando la seconda frazione in 1'48"22, con i compagni di squadra chiuse in 7'06"58, davanti a Canada e Australia; sui 200m misti scalò indietro di un posto rispetto ad Atene ed ottenne il bronzo in 1'57"79. Fu bronzo anche nei 200m dorso, in cui arrivò dietro ad Aaron Peirsol e Markus Rogan.

### Campionati mondiali di Melbourne 2007
Nel 2007 a Melbourne, in occasione dei campionati mondiali, vinse i 200m dorso con il nuovo record mondiale di 1'54"32, battendo il fenomeno Aaron Peirsol, fu oro e record anche nella 4x200m sl con la stessa formazione dell'Olimpiade. Sui 100m dorso Peirsol si prese una rivincita con tanto di record facendo accontentare il rivale dell'argento. Lochte registrò anche delle ottime prestazioni nelle gare dei misti, ma non riuscì a salire sul gradino più alto del podio per  olpadi Michael Phelps, in entrambe le competizioni vincitore con tanto di record del mondo.

### Giochi Olimpici di Pechino 2008
Nel 2008 a Omaha, si qualificò per i Giochi olimpici estivi di Pechino 2008 in tre discipline: i 200m dorso e i 200m e 400m misti, sui 100m dorso la mancò di poco arrivando terzo, mentre sui 200m stile libero, dopo aver vinto le semifinali con il migliore tempo, rinunciò alla finale, non importandogli la partecipazione nella gara individuale ma solo quella in staffetta. A Pechino vinse la medaglia d'oro nei 200m dorso dove precedette il compagno di squadra Aaron Peirsol e segnò il nuovo record del mondo della distanza; l'altro oro arrivò nella staffetta 4x200m sl in cui nuotò la seconda frazione. Nell'edizione cinese dei Giochi conquistò anche due bronzi nei 200m e 400m misti in entrambe preceduto da Michael Phelps e László Cseh.

### Campionati mondiali di Roma 2009
Ai campionati mondiali di Roma 2009 non riuscì a ripetere il successo sui 200m dorso, arrivando terzo dietro ad Aaron Peirsol e Ryōsuke Irie; riuscì però a vincere le gare dei misti, nei 200 metri aggiunse anche il record a 1'54"10, 13 centesimi meglio del tempo registrato da Phelps a Pechino l'anno prima. Sui 400 metri ottenne invece una vittoria più risicata, arrivando con 4'07"01 giusto 30 centesimi prima di Tyler Clary. In entrambe le staffette a stile libero ottenne la medaglia d'oro, nella 4x100m nuotò un lanciato da 47"03, mentre nella 4x200m nuotò l'ultima frazione in 1'44"46, ottenendo alla fine un altro record con 6'58"55.

### Campionati mondiali di Shanghai 2011
Il 26 luglio 2011 si aggiudicò l'oro nella finale dei 200m stile libero dei mondiali di Shanghai 2011 battendo Michael Phelps e Paul Biedermann, l'attuale primatista della distanza. Batté ancora il compagno di squadra il 28 luglio nei 200m misti, conquistando la medaglia d'oro e con 1'54"00 diventò il primo uomo ad aver fatto un nuovo record del mondo dopo la fine dell'era dei supercostumi. Arrivarono altre due medaglie d'oro prima nei 200m dorso, poi sui 400m misti, rispettivamente con i tempi 1'52"96 e 4'07"13. Nella staffetta 4x100m sl nuotò in batteria un lanciato da 48"28, in finale la squadra USA arrivò terza, dietro Australia e Francia, la medaglia di bronzo venne assegnata da regolamento anche a lui. Nella 4x200m sl vinse invece comodamente l'oro con un lanciato finale da 1'44"56 riportando in testa la squadra. Al termine di tale competizione, con i 5 ori conquistati e il nuovo record del mondo fatto, venne eletto miglior atleta del campionato.

### Giochi Olimpici di Londra 2012
I Trials 2012 furono un buon successo per il fuoriclasse statunitense, che vinse i 200m dorso e i 400m misti, arrivò secondo sui 200m stile libero e i 200m misti, mentre arrivò solo terzo nei 100m farfalla, non potendo così partecipare né alla gara singola, né alla staffetta. Nei 100m stile libero arrivò quinto nelle semifinali, ciononostante fu scelto per la finale olimpica della staffetta veloce.
A Londra 2012 vince i 400m misti in 4'05"18, il secondo miglior tempo di sempre, distaccando addirittura di oltre 4 secondi l'amico Michael Phelps che finì con un modesto quarto posto. Meno soddisfacenti le gare ;uccessive sui 200m stile libero mancò il podio arrivando solo quarto, mentre sui 200m dorso arrivò terzo dietro a Tyler Clary e Ryōsuke Irie. Sui 200m misti si ripeté la sfida con Phelps che lo batté ancora per 63 centesimi di secondo, con 1'54"90 Ryan ottenne l'argento. Si guadagnò anche l'oro nella staffetta 4x200m sl e l'argento nella 4x100m sl, con una frazione finale da 47"74.

### Campionati mondiali di Barcellona 2013
Ai campionati mondiali di nuoto 2013 ripeté i successi mondiali dell'edizione precedente sui 200m dorso, in cui si prese una piccola rivincita su Tyler Clary che arrivò terzo, oltre che sui 200m misti, in assenza di Michael Phelps vinse il suo terzo titolo mondiale consecutivo e diventò il miglior medagliato in assoluto con tre ori, un argento e un bronzo vinti in carriera. Nella staffetta 4x100m sl gli USA ottennero ancora il secondo posto dietro alla Francia, mentre nella 4x200m sl vinsero con 7'01"72, due secondi abbondanti davanti alla Russia, nonostante la mancanza di Phelps. Per la prima volta partecipò anche alla finale della 4x100m mista, nuotando il lanciato a delfino, inizialmente gli Stati Uniti vennero dati primi con 3'30"06, ma vennero poi squalificati a causa di un cambio anticipato di Kevin Cordes nella frazione a rana.

### Campionati mondiali di Kazan' 2015
Il 6 agosto 2015 si aggiudicò per la quarta volta consecutiva la medaglia d'oro sui 200 misti, con il tempo di 1'55"81, diventando il primo nuotatore di sesso maschile (secondo in assoluto dopo Federica Pellegrini) a vincere una medaglia in sei edizioni dei Campionati mondiali. Vinse la sesta medaglia anche nella staffetta 4x200m sl, con l'argento dietro al Regno Unito, nuotando in prima frazione il tempo di 1'45"71. Sempre a Kazan' vinse la medaglia d'oro anche nella staffetta 4x100m mista, oltre che nella 4x100m stile libero mista.

### La squalifica per doping
Nel luglio 2018 agenzia antidoping statunitense USADA lo ha sospeso per un anno in seguito ad un'indagine che ha accertato l'esecuzione di una trasfusione di sangue di volume superiore ai 100 millilitri in 12 ore, una quantità vietata dal regolamento, in assenza di una specifica autorizzazione terapeutica. La squalifica, imposta sino al 24 luglio 2019, non gli consente di partecipare ai mondiali di nuoto 2019.

## Progressione

### 200 m dorso
| Stagione | Risultato | Luogo               | Data      | Rank. Mond. |
| -------- | --------- | ------------------- | --------- | ----------- |
| 2015     | 1'57"96   | Canet-en-Roussillon | 6-6-2015  | 29º         |
| 2014     | 1'56"47   | Irvine              | 7-8-2014  | 12º         |
| 2013     | 1'53"79   | Barcellona          | 2-8-2013  | 1º          |
| 2012     | 1'53"94   | Londra              | 2-8-2012  | 3º          |
| 2011     | 1'52"96   | Shanghai            | 29-7-2011 | 1º          |
| 2010     | 1'54"12   | Irvine              | 20-8-2010 | 1º          |
| 2009     | 1'53"82   | Roma                | 31-8-2009 | 3º          |
| 2008     | 1'53"94   | Pechino             | 15-8-2008 | 1º          |
| 2007     | 1'54"32   | Melbourne           | 30-3-2007 | 1º          |
| 2006     | 1'58"13   | Irvine              | 5-8-2006  | 8º          |
| 2005     | 1'57"00   | Montréal            | 29-8-2005 | 3º          |
| 2004     | 2'02"21   | San Antonio         | 2-10-2004 | -           |

## Palmarès
- Olimpiadi

Atene 2004: oro nella 4x200m sl e argento nei 200m misti.
Pechino 2008: oro nei 200m dorso e nella 4x200m sl e bronzo nei 200m misti e nei 400m misti.
Londra 2012: oro nei 400m misti e nella 4x200m sl, argento nei 200m misti e nella 4x100m sl e bronzo nei 200m dorso.
Rio de Janeiro 2016: oro nella 4x200m sl.
- Mondiali

Montréal 2005: oro nella 4x200m sl, bronzo nei 200m dorso e nei 200m misti.
Melbourne 2007: oro nei 200m dorso e nella 4x200m sl, argento nei 100m dorso, nei 200m misti e nei 400m misti.
Roma 2009: oro nei 200m misti, nei 400m misti, nella 4x100m sl e nella 4x200m sl e bronzo nei 200m dorso.
Shanghai 2011: oro nei 200m sl, nei 200m dorso, nei 200m misti, nei 400m misti e nella 4x200m sl e bronzo nella 4x100 sl.
Barcellona 2013: oro nei 200m dorso, nei 200m misti e nella 4x200m sl e argento nella 4x100m sl.
Kazan' 2015: oro nei 200m misti, nella 4x100m misti e nella 4x100m sl mista e argento nella 4x200m sl.
- Mondiali in vasca corta

Indianapolis 2004: oro nella 4x200m sl, argento nei 200m misti e bronzo nei 200m sl.
Shanghai 2006: oro nei 200m dorso, nei 200m misti e nei 400m misti, argento nella 4x100m misti e bronzo nelle 4x100m sl e nella 4x200m sl.
Manchester 2008: oro nei 100m misti, nei 200m misti, nei 400m misti e nella 4x100m sl, argento nei 200m dorso e nella 4x100m misti.
Dubai 2010: oro nei 200m sl, nei 200m dorso, nei 100m misti, nei 200m misti, nei 400m misti e nella 4x100m misti e argento nella 4x200m sl.
Istanbul 2012: oro nei 200m sl, nei 100m misti, nei 200m misti, nella 4x100m sl, nella 4x200m sl e nella 4x100m misti, argento nei 200m dorso e bronzo nei 100m farfalla.
Doha 2014: oro nella 4x200m sl, argento nei 200m misti, nei 200m dorso, nella 4x50m sl e nella 4x100m misti, bronzo nei 200m sl, nei 100m misti e nella 4x100m sl.
- Giochi PanPacifici

Victoria 2006: oro nella 4x200m sl, argento nei 100m dorso e nei 200m misti.
Irvine 2010: oro nei 200m sl, nei 200m dorso, nei 200m misti, nei 400m misti, nella 4x100m sl e nella 4x200m sl.
Gold Coast 2014: oro nella 4x200m sl, argento nei 100m farfalla e nella 4x100m sl.
- Giochi panamericani

Santo Domingo 2003: oro nella 4x200m sl.

## Riconoscimenti
- Atleta dell'anno FINA: 2010, 2011, 2014
- World Swimmer of the Year: 2010, 2011
- American Swimmer of the Year: 2010, 2011, 2013